# 桜田門駅
桜田門駅（さくらだもんえき）は、東京都千代田区霞が関二丁目にある、東京地下鉄（東京メトロ）有楽町線の駅である。駅番号はY 17。
駅名の桜田門とはかつて存在した同名の江戸城の城門（江戸城三十六見附の一つ）に由来している。

## 歴史
- 1974年（昭和49年）10月30日：帝都高速度交通営団（営団地下鉄）有楽町線の駅として開業。両端駅（池袋駅、銀座一丁目駅）の自動改札化に伴い、自動券売機では、開業当初から磁気化券が発売されていた。
- 2004年（平成16年）4月1日：帝都高速度交通営団（営団地下鉄）民営化に伴い、当駅は東京地下鉄（東京メトロ）に継承される[2]。
- 2007年（平成19年）3月18日：ICカード「PASMO」の利用が可能となる[3]。
- 2012年（平成24年）2月11日：ホームドアの使用を開始[4]。

## 駅構造
島式ホーム1面2線を有する地下駅である。新木場寄り改札口とホームとの間を連絡するエレベーターが設置されている。トイレは2か所ある改札内コンコースの両方に設置されている。このうち新木場寄り改札内コンコースのトイレには多機能トイレが併設されている。
かつては当駅の地下1階に有楽町線・半蔵門線の運行管理を行う運輸指令所（桜田門指令所）が設けられていた。ただし、1994年（平成6年）に小石川車両基地内の総合指令所に移転し、当地区の指令所は閉鎖された。

### のりば
| 番線 | 路線     | 行先                       |
| ---- | -------- | -------------------------- |
| 1    | 有楽町線 | 新木場方面                 |
| 2    | 有楽町線 | 和光市・森林公園・飯能方面 |

（出典：東京メトロ:構内図）
- 夜間に1編成が新木場駅から当駅まで回送されて夜間停泊し、翌朝の有楽町始発新木場行きに充てられる。

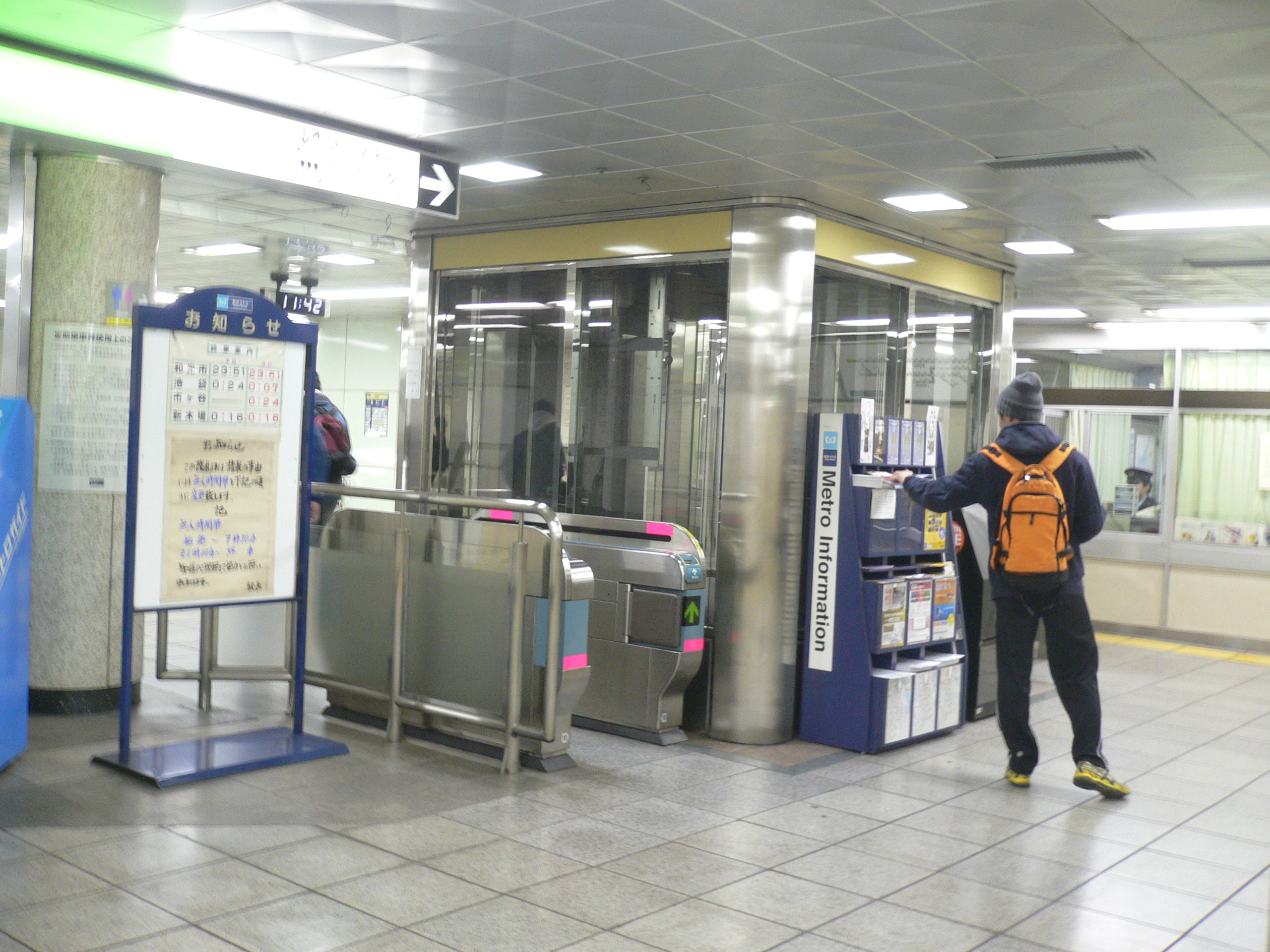
皇居方面改札口（2005年12月18日）
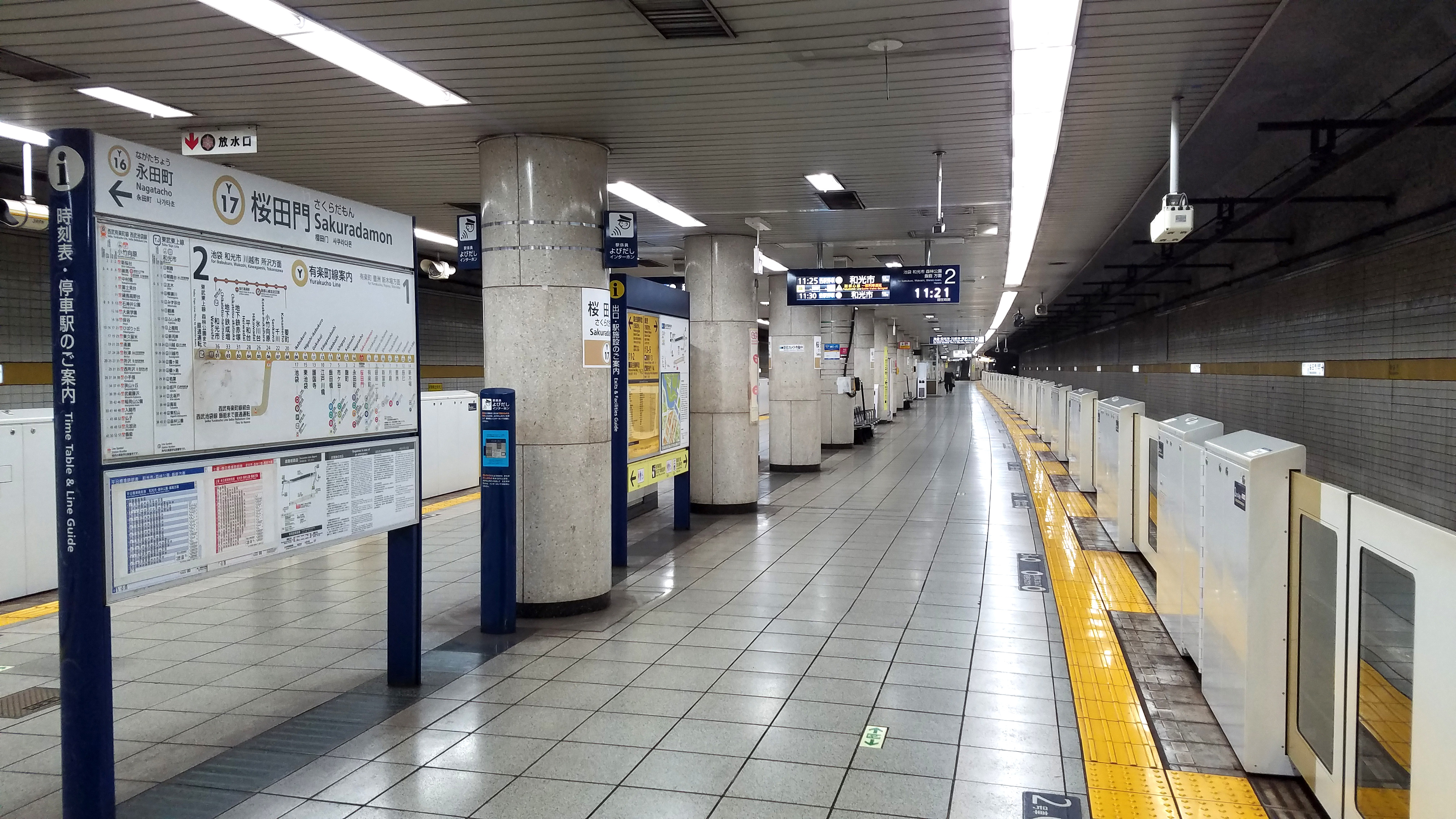
ホーム（2021年12月16日）

### 発車メロディ
2012年2月11日からスイッチ制作の発車メロディ（発車サイン音）を使用している。
曲は1番線が「雪景色」、2番線が「地下鉄が好き」（いずれも谷本貴義作曲）である。

### 千代田線との連絡線
当駅 - 永田町駅間には千代田線霞ケ関駅方面への連絡線がある。有楽町線・副都心線および南北線や埼玉高速鉄道の車両検査の際は、連絡線を経由して千代田線の綾瀬車両基地まで回送している（南北線と埼玉高速鉄道の車両はさらに市ケ谷駅付近の連絡線を経由）。
1990年代後半以降では、東京湾大華火祭開催に伴う特別列車の運行や、千代田線車両の更新工事の際に千代田線から有楽町線への回送に用いられるようになっている。2008年3月から2011年9月までは小田急電鉄の特急ロマンスカーの臨時列車として連絡線を経由して新木場方面に向かう「ベイリゾート」が運行されていた。

## 利用状況
2024年（令和6年）度の1日平均乗降人員は13,129人であり、東京メトロ全駅の中では西ケ原駅に次いで2番目に少ない。有楽町線内全24駅の中では最も少ない。
当駅は霞が関官庁街に立地し、法務省、警視庁、国土交通省などに近いが、複数路線が接続する霞ケ関駅や日比谷駅、有楽町駅に利用者が集中しており、比較して当駅はそれらの駅の10分の1程度の数値となっている。
近年の1日平均乗降・乗車人員推移は下表の通り。
| 年度               | 1日平均 乗降人員 | 1日平均 乗車人員 | 出典     |
| ------------------ | ---------------- | ---------------- | -------- |
| 1990年（平成02年） |                  | 6,630            | [ * 1 ]  |
| 1991年（平成03年） |                  | 6,601            | [ * 2 ]  |
| 1992年（平成04年） |                  | 6,638            | [ * 3 ]  |
| 1993年（平成05年） |                  | 6,652            | [ * 4 ]  |
| 1994年（平成06年） |                  | 6,458            | [ * 5 ]  |
| 1995年（平成07年） |                  | 6,399            | [ * 6 ]  |
| 1996年（平成08年） |                  | 6,378            | [ * 7 ]  |
| 1997年（平成09年） |                  | 6,301            | [ * 8 ]  |
| 1998年（平成10年） |                  | 6,463            | [ * 9 ]  |
| 1999年（平成11年） |                  | 6,344            | [ * 10 ] |
| 2000年（平成12年） |                  | 6,364            | [ * 11 ] |
| 2001年（平成13年） |                  | 6,337            | [ * 12 ] |
| 2002年（平成14年） | 11,923           | 5,896            | [ * 13 ] |
| 2003年（平成15年） | 11,872           | 5,863            | [ * 14 ] |
| 2004年（平成16年） | 11,662           | 5,849            | [ * 15 ] |
| 2005年（平成17年） | 11,740           | 5,838            | [ * 16 ] |
| 2006年（平成18年） | 12,083           | 6,011            | [ * 17 ] |
| 2007年（平成19年） | 12,795           | 6,404            | [ * 18 ] |
| 2008年（平成20年） | 12,887           | 6,408            | [ * 19 ] |
| 2009年（平成21年） | 13,173           | 6,559            | [ * 20 ] |
| 2010年（平成22年） | 13,348           | 6,657            | [ * 21 ] |
| 2011年（平成23年） | 13,062           | 6,561            | [ * 22 ] |
| 2012年（平成24年） | 13,517           | 6,800            | [ * 23 ] |
| 2013年（平成25年） | 13,566           | 6,827            | [ * 24 ] |
| 2014年（平成26年） | 13,742           | 6,904            | [ * 25 ] |
| 2015年（平成27年） | 14,082           | 7,115            | [ * 26 ] |
| 2016年（平成28年） | 13,898           | 7,005            | [ * 27 ] |
| 2017年（平成29年） | 13,114           | 6,597            | [ * 28 ] |
| 2018年（平成30年） | 13,207           | 6,636            | [ * 29 ] |
| 2019年（令和元年） | 13,456           | 6,730            | [ * 30 ] |
| 2020年（令和02年） | 10,964           |                  |          |
| 2021年（令和03年） | 11,224           |                  |          |
| 2022年（令和04年） | 12,224           |                  |          |
| 2023年（令和05年） | 13,025           |                  |          |
| 2024年（令和06年） | 13,129           |                  |          |

## 駅周辺
- 皇居
  - 皇居内堀（桜田濠・凱旋濠）
  - 桜田門 - 駅名の由来。
  - 皇居外苑
  - 二重橋
- 警視庁（警視庁本部庁舎） - 「桜田門」は警視庁の代名詞でもある。
- 法務省旧本館
  - 法務総合研究所
  - 法務資料展示室
- 霞ケ関駅（東京メトロ丸ノ内線・日比谷線・千代田線）
- 国会議事堂
- 国会前庭
- 中央合同庁舎
- 桜田通り（国道1号）
- 晴海通り
- 首都高速都心環状線 霞が関入口（内回り・外回り）
- 三宅坂
- 日本水準原点

## バス路線
警視庁前
- 都営バス
  - 都03系統：晴海五丁目ターミナル行・東京駅丸の内北口行 / 四谷駅行

## 隣の駅
東京地下鉄（東京メトロ）
 有楽町線
永田町駅 (Y 16) - 桜田門駅 (Y 17) - 有楽町駅 (Y 18)